# Lando Ferretti
Lando Ferretti (Pontedera, 2 maggio 1895 – Roma, 8 gennaio 1977) è stato un politico, giornalista e dirigente sportivo italiano.

## Biografia

### Gli alterni rapporti con il fascismo

Lando Ferretti al tempo della presidenza del CONI

Combattente di due guerre, pluridecorato al valor militare, ferito sul Carso e sull'Adamello, capocorso alla scuola Normale di Pisa, laureato in lettere a Pisa e in legge a Pavia, è stato fondatore e presidente del Pontedera nel 1912 e nel comitato di redazione della Gazzetta dello Sport. Nel 1924 fu eletto deputato alla Camera nel listone fascista.
Assunse la Presidenza del CONI dal 1925 al 1928. Nel 1929 fu rieletto deputato e venne confermato nel 1934, mentre nel 1939 fu consigliere nazionale della Camera dei Fasci e delle Corporazioni. Inoltre, nel 1927 fece parte del direttorio fascista Pisano con Ugo Romanzini, il barone Giulio Carranza, Paolo Pedani e altri gerarchi fascisti dell'epoca.
Dopo il successo italiano alle Olimpiadi di Amsterdam 1928 (7 medaglie d'oro vinte e quinto posto in classifica generale davanti, tra le altre, a Francia, Gran Bretagna e Giappone) fu chiamato a dirigere l'Ufficio Stampa del Capo del Governo e nominato poco dopo membro del Gran Consiglio del Fascismo.
Proseguì, inoltre, la sua attività giornalistica, dirigendo dal 1928 «Lo Sport fascista» e, dall'anno successivo, la rivista di cinema «Lo Schermo», entrambi fino alla fine del fascismo (1943).
Presidente onorario dell'Inter e Commissario Straordinario della F.I.G.C., nominò la Commissione che compilò la Carta di Viareggio ed introdusse il girone unico nel campionato di serie A. Dal 1931 al '39 presidente del Premio Viareggio, nel 1939 gli venne ritirata la tessera del Partito Nazionale Fascista in quanto manifestava insofferenza per l'allontanamento del Partito dalle posizioni iniziali ma dopo meno di un anno fu reintegrato. 
Si fece notare per il suo antisemitismo con la conferenza del 31 ottobre 1942 a Firenze dal titolo "Maschera e volto degli ebrei", individuando «il comune nemico nel trinomio giudaismo, plutocrazia, bolscevismo, tre volti di un mostro solo contro il quale per primo si levava Mussolini sin dal 1919» e trovandone una soluzione nella ghettizzazione degli ebrei.
Fu presidente del comitato per le onoranze a Francesco Ferrucci e del Comitato per il bimillenario virgiliano.

### Il secondo dopoguerra
Nel secondo dopoguerra si avvicinò all'MSI, nelle cui liste fu eletto senatore della Repubblica per tre legislature, dal 1953 al 1968. Durante questo periodo fu anche componente del comitato organizzativo delle Olimpiadi di Roma del 1960, nonché presidente del Panathlon. Fu il primo parlamentare a presentare una proposta di legge per far votare gli italiani all'estero nel 1955.

## Opere
- Il libro dello sport (Roma, 1928)

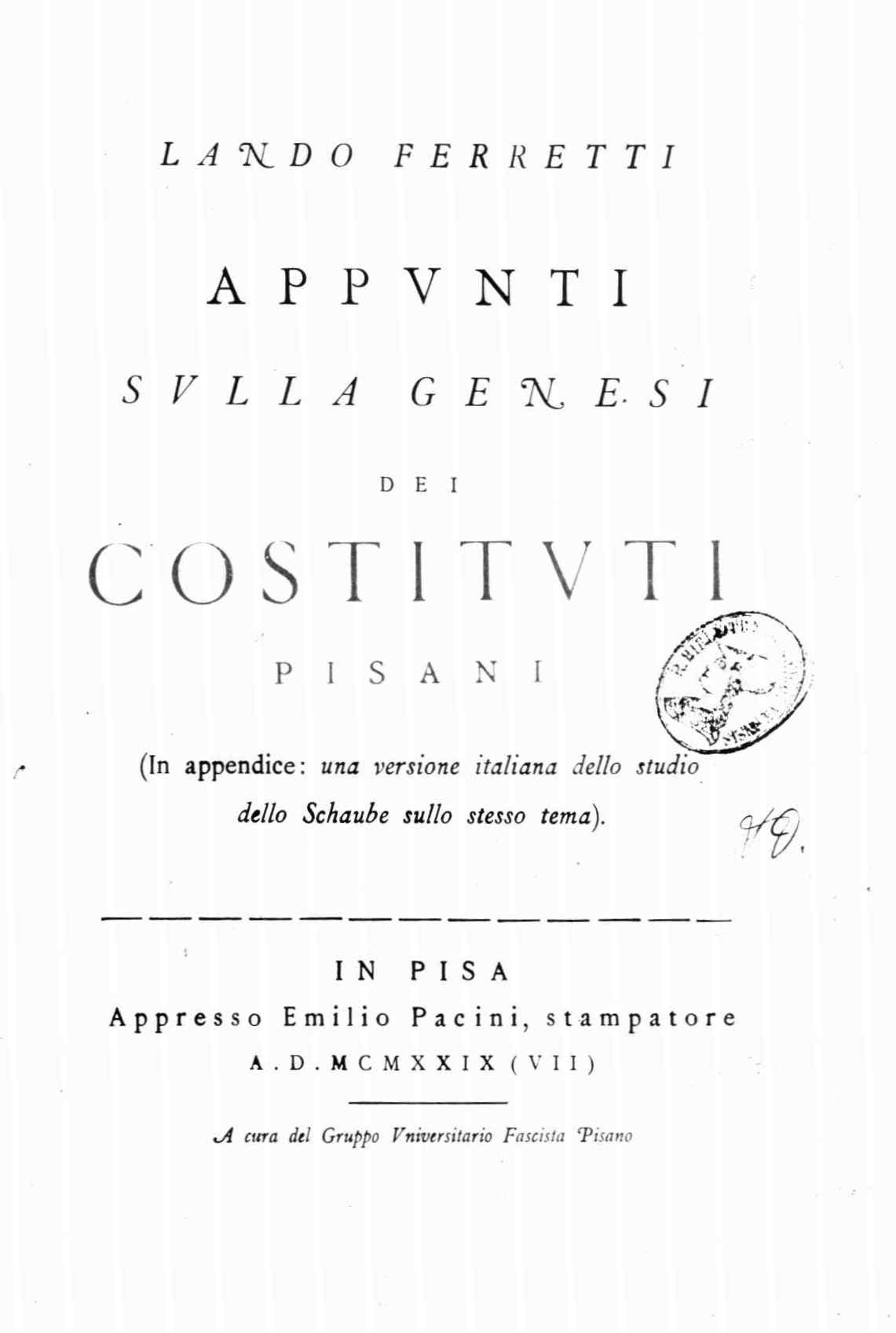
Appunti sulla genesi dei Costituti pisani, 1929

- Appunti sulla genesi dei Costituti pisani, Pisa, Emilio Pacini, 1929.